# Ketil Solvik-Olsen
Ketil Solvik-Olsen (ur. 14 lutego 1972 w Time) – norweski polityk i ekonomista, w latach 2005–2013 członek stortingu, od 2013 roku drugi wiceprzewodniczący Partii Postępu, od 16 października 2013 roku minister transportu i komunikacji w rządzie Erny Solberg.

## Życiorys
Urodził się 14 lutego 1972 roku w Time, w norweskim okręgu Rogaland. Uczęszczał do szkoły podstawowej w Rosseland, a następnie do gimnazjum w Time. W latach 1988–1989 kształcił się w szkole średniej w Bryne. W latach 1989–1990 brał udział w wymianie studenckiej, w ramach której wyjechał do Blissfield High School w stanie Michigan, w Stanach Zjednoczonych. Po powrocie do Norwegii kontynuował naukę w szkole średniej w Stavanger. W 1994 roku wyjechał na studia do Stanów Zjednoczonych. W 1996 roku ukończył ekonomiczne i politologiczne studia licencjackie na Uniwersytecie w Toledo. W 1997 roku uzyskał na tej samej uczelni tytuł magistra ekonomii.
W 1997 roku powrócił do Norwegii i rozpoczął pracę jako analityk finansowy. W międzyczasie rozpoczął karierę polityczną w Partii Postępu. W latach 2001–2005 był doradcą specjalnym tworzonego przez członków tego ugrupowania klubu parlamentarnego w stortingu. W 2002 roku został skarbnikiem struktur partii w Oslo, zaś w latach 2004–2005 pełnił funkcję przewodniczącego tych struktur. W wyborach parlamentarnych w 2005 roku, podczas których startował z okręgu Rogaland, po raz pierwszy otrzymał mandat do zasiadania w stortingu. W latach 2005–2009 był członkiem Stałej Komisji Energii i Środowiska. Od 2005 do 2006 roku był także tymczasowym członkiem Komitetu Centralnego Partii Postępu.
Podczas swojej drugiej kadencji w stortingu zasiadał najpierw w Stałej Komisji Energii i Środowiska. 6 października 2011 roku został jednak przeniesiony do Stałej Komisji Finansów i Spraw Gospodarczych. 11 października 2013 roku został wiceprzewodniczącym tej komisji. W latach 2009–2013 był także członkiem Komitetu Wyborczego. W 2013 roku zrezygnował ze startowania w kolejnych wyborach parlamentarnych. Został jednak drugim wiceprzewodniczącym Partii Postępu. 16 października 2013 roku król Harald V mianował go natomiast ministrem transportu i komunikacji w nowo utworzonym rządzie Erny Solberg.

## Odznaczenia
- Medal Jubileuszowy Haralda V 1991–2016 (2016)[4]